# Championnat d'Italie de football de deuxième division 2024-2025
Navigation
Serie B 2023-2024 Serie B 2025-2026
Le championnat de Serie B 2024-2025 est la 93e édition sous forme de poule unique de la deuxième division italienne.

## Participants
Les équipes promues de Serie C sont: Mantova 1911, qui revient en force après sa faillite et sa relégation en Serie D en 2017; Cesena FC, qui se retrouve en Serie B après avoir été en Serie A 10 ans plus tôt mais surtout après, lui aussi, une faillite en 2018, Carrarese Calcio 1908, club de la ville d'origine de Gianluigi Buffon et SS Juve Stabia dont le symbole est la guêpe.
Les relégués de Serie A sont : Frosinone Calcio, vainqueur de la Serie B en 2023, Salernitana, 3 années après sa montée en Serie A ainsi que l'US Sassuolo.
| \| Frosinone Bari Catanzaro Cittadella Salerne Cosenza Cremonese Carrare Mantoue Modène Palerme Castellammare di Stabia Pise Reggio d'Émilie Sampdoria Spezia Südtirol Cesena Sassuolo \| Localisation des clubs. |
| Frosinone Bari Catanzaro Cittadella Salerne Cosenza Cremonese Carrare Mantoue Modène Palerme Castellammare di Stabia Pise Reggio d'Émilie Sampdoria Spezia Südtirol Cesena Sassuolo                               |

| Club                  | En Serie B depuis | Classement  | Entraineur            | Stade                                   | Capacité |
| --------------------- | ----------------- | ----------- | --------------------- | --------------------------------------- | -------- |
| US Salernitana        | 2024              | 20e (SA)    | Giovanni Martusciello | Stadio Arigis                           | 31 000   |
| US Sassuolo           | 2024              | 19e (SA)    | Fabio Grosso          | Mapei Stadium-Città del Tricolore       | 23 717   |
| Frosinone Calcio      | 2024              | 18e (SA)    | Leandro Greco         | Stadio Benito-Stirpe                    | 16 227   |
| Pisa SC               | 2019              | 13e         | Filippo Inzaghi       | Stadio Arena Garibaldi-Romeo Anconetani | 14 869   |
| Spezia Calcio         | 2023              | 15e         | Luca D'Angelo         | Stadio Alberto-Picco                    | 10 336   |
| US Cremonese          | 2023              | 4e          | Giovanni Stroppa      | Stadio Giovanni-Zini                    | 16 003   |
| SSC Bari              | 2022              | 17e         | Moreno Longo          | Stadio San Nicola                       | 58 270   |
| Palermo FC            | 2022              | 6e          | Alessio Dionisi       | Stadio Renzo-Barbera                    | 36 349   |
| Brescia Calcio        | 2020              | 8e          | Rolando Maran         | Stadio Mario-Rigamonti                  | 23 072   |
| US Catanzaro 1929     | 2023              | 5e          | Fabio Caserta         | Stadio Nicola-Ceravolo                  | 14 650   |
| UC Sampdoria          | 2023              | 7e          | Alberico Evani        | Stadio Luigi-Ferraris                   | 36 569   |
| Cosenza Calcio        | 2018              | 9e          | Massimiliano Alvini   | Stadio San Vito-Gigi Marulla            | 27 928   |
| Modena FC             | 2022              | 10e         | Pierpaolo Bisoli      | Stadio Alberto-Braglia                  | 21 092   |
| AC Reggiana 1919      | 2023              | 11e         | William Viali         | Mapei Stadium-Città del Tricolore       | 23 717   |
| FC Südtirol           | 2022              | 12e         | Marco Zaffaroni       | Stadio Druso                            | 5 500    |
| AS Cittadella         | 2016              | 14e         | Alessandro Dal Canto  | Stadio Pier Cesare Tombolato            | 7 623    |
| SS Juve Stabia        | 2024              | 1er (SC-GC) | Guido Pagliuca        | Stadio Romeo-Menti                      | 13 000   |
| Carrarese Calcio 1908 | 2024              | 3e (SC-GA)  | Antonio Calabro       | Stadio dei Marmi                        | 9 500    |
| Cesena FC             | 2024              | 1er (SC-GB) | Michele Mignani       | Stadio Dino-Manuzzi                     | 23 860   |
| Mantova 1911          | 2024              | 1er (SC-GA) | Davide Possanzini     | Stadio Danilo Martelli                  | 7 367    |

## Classement
| Rang | Équipe             | Pts  | J  | G  | N  | P  | Bp | Bc | Diff |
| ---- | ------------------ | ---- | -- | -- | -- | -- | -- | -- | ---- |
| 1    | US Sassuolo R      | 82   | 38 | 25 | 7  | 6  | 78 | 38 | +40  |
| 2    | Pisa SC            | 76   | 38 | 23 | 7  | 8  | 64 | 36 | +28  |
| 3    | Spezia Calcio      | 66   | 38 | 17 | 15 | 6  | 59 | 33 | +26  |
| 4    | US Cremonese       | 61   | 38 | 16 | 13 | 9  | 62 | 44 | +18  |
| 5    | SS Juve Stabia P   | 55   | 38 | 14 | 13 | 11 | 42 | 41 | +1   |
| 6    | US Catanzaro       | 53   | 38 | 11 | 20 | 7  | 51 | 45 | +6   |
| 7    | Cesena FC P        | 53   | 38 | 14 | 11 | 13 | 46 | 47 | -1   |
| 8    | Palermo FC         | 52   | 38 | 14 | 10 | 14 | 52 | 43 | +9   |
| 9    | SSC Bari           | 48   | 38 | 10 | 18 | 10 | 41 | 40 | +1   |
| 10   | FC Südtirol        | 46   | 38 | 12 | 10 | 16 | 50 | 57 | -7   |
| 11   | Modena FC          | 45   | 38 | 10 | 15 | 13 | 48 | 50 | -2   |
| 12   | Carrarese Calcio P | 45   | 38 | 11 | 12 | 15 | 39 | 49 | -10  |
| 13   | Reggiana 1919      | 44   | 38 | 11 | 11 | 16 | 42 | 52 | -10  |
| 14   | Mantova 1911 P     | 44   | 38 | 10 | 14 | 14 | 47 | 56 | -9   |
| 15   | Frosinone Calcio R | 43   | 38 | 9  | 16 | 13 | 37 | 50 | -13  |
| 16   | US Salernitana R   | 42   | 38 | 11 | 9  | 18 | 37 | 47 | -10  |
| 17   | UC Sampdoria       | 41   | 38 | 8  | 17 | 13 | 38 | 49 | -11  |
| 18   | Brescia Calcio,    | 39-4 | 38 | 9  | 16 | 13 | 42 | 48 | -6   |
| 19   | AS Cittadella      | 39   | 38 | 10 | 9  | 19 | 30 | 56 | -26  |
| 20   | Cosenza Calcio     | 30   | 38 | 7  | 13 | 18 | 32 | 56 | -24  |

Promotion en Serie A 2025-2026
- 1er et 2e : promotion
- 3e et 4e : demi-finale des barrages de promotion[a]
- 5e au 8e : quarts de finale des barrages de promotion[a]

Relégation en Serie C 2025-2026
- 16e et 17e : barrages de relégation[b]
- 18e au 20e : relégation

Abréviations
- R : Relégué de Serie A 2023-2024
- P : Promu de Serie C 2023-2024

### Barrages pour l'accession en Serie A
Les barrages se joue le 17 mai 2025. Les demi-finales aller se jouent le 21 mai 2025 tandis que les matchs retour se jouent le 25 mai 2025. La finale aller se joue le 29 mai 2025 et le match retour le 1er juin 2025.
Lors du premier match des barrages, Catanzaro a gagné 1-0 contre Cesena et est qualifié pour les demi-finales. Lors du second match des barrages, Juve Stabia s'impose contre Palerme sur le score de 1-0 et se qualifie pour les demi-finales.
|  | Barrages      | Barrages          | Barrages     | Barrages      |             |                | Demi-finales      | Demi-finales      | Demi-finales      | Demi-finales      |  |  | Finale                  | Finale                  | Finale                  | Finale                  |
|  |               |                   |              |               |             |                |                   |                   |                   |                   |  |  |                         |                         |                         |                         |
|  | 17 mai 2025   | 17 mai 2025       | 17 mai 2025  | 17 mai 2025   |             |                | 21 et 25 mai 2025 | 21 et 25 mai 2025 | 21 et 25 mai 2025 | 21 et 25 mai 2025 |  |  | 29 mai et 1er juin 2025 | 29 mai et 1er juin 2025 | 29 mai et 1er juin 2025 | 29 mai et 1er juin 2025 |
|  | 17 mai 2025   | 17 mai 2025       | 17 mai 2025  | 17 mai 2025   |             |                | 21 et 25 mai 2025 | 21 et 25 mai 2025 | 21 et 25 mai 2025 | 21 et 25 mai 2025 |  |  | 29 mai et 1er juin 2025 | 29 mai et 1er juin 2025 | 29 mai et 1er juin 2025 | 29 mai et 1er juin 2025 |
|  | 6             | US Catanzaro      | 1            | 1             |             |                | 21 et 25 mai 2025 | 21 et 25 mai 2025 | 21 et 25 mai 2025 | 21 et 25 mai 2025 |  |  | 29 mai et 1er juin 2025 | 29 mai et 1er juin 2025 | 29 mai et 1er juin 2025 | 29 mai et 1er juin 2025 |
|  | 6             | US Catanzaro      | 1            | 1             |             |                | 21 et 25 mai 2025 | 21 et 25 mai 2025 | 21 et 25 mai 2025 | 21 et 25 mai 2025 |  |  | 29 mai et 1er juin 2025 | 29 mai et 1er juin 2025 | 29 mai et 1er juin 2025 | 29 mai et 1er juin 2025 |
|  | 7             | Cesena FC         | 0            | 0             |             |                | 21 et 25 mai 2025 | 21 et 25 mai 2025 | 21 et 25 mai 2025 | 21 et 25 mai 2025 |  |  | 29 mai et 1er juin 2025 | 29 mai et 1er juin 2025 | 29 mai et 1er juin 2025 | 29 mai et 1er juin 2025 |
|  | 7             | Cesena FC         | 0            | 0             | 6           | US Catanzaro   | 0                 | 1                 |                   |                   |  |  | 29 mai et 1er juin 2025 | 29 mai et 1er juin 2025 | 29 mai et 1er juin 2025 | 29 mai et 1er juin 2025 |
|  |               |                   |              |               | 6           | US Catanzaro   | 0                 | 1                 |                   |                   |  |  | 29 mai et 1er juin 2025 | 29 mai et 1er juin 2025 | 29 mai et 1er juin 2025 | 29 mai et 1er juin 2025 |
|  |               |                   | 3            | Spezia Calcio | 2           | 2              |                   |                   |                   |                   |  |  | 29 mai et 1er juin 2025 | 29 mai et 1er juin 2025 | 29 mai et 1er juin 2025 | 29 mai et 1er juin 2025 |
|  |               |                   |              |               | 2           | 2              |                   |                   |                   |                   |  |  | 29 mai et 1er juin 2025 | 29 mai et 1er juin 2025 | 29 mai et 1er juin 2025 | 29 mai et 1er juin 2025 |
|  |               | 21 et 25 mai 2025 |              |               |             |                |                   |                   |                   |                   |  |  | 29 mai et 1er juin 2025 | 29 mai et 1er juin 2025 | 29 mai et 1er juin 2025 | 29 mai et 1er juin 2025 |
|  |               |                   |              |               |             |                |                   |                   |                   |                   |  |  | 29 mai et 1er juin 2025 | 29 mai et 1er juin 2025 | 29 mai et 1er juin 2025 | 29 mai et 1er juin 2025 |
|  | Spezia Calcio | Spezia Calcio     | 0            | 2             |             |                |                   |                   |                   |                   |  |  |                         |                         |                         |                         |
|  | Spezia Calcio | Spezia Calcio     | 0            | 2             | 17 mai 2025 |                |                   |                   |                   |                   |  |  |                         |                         |                         |                         |
|  |               |                   | US Cremonese | US Cremonese  | 0           | 3              |                   |                   |                   |                   |  |  |                         |                         |                         |                         |
|  | 5             | SS Juve Stabia    | US Cremonese | US Cremonese  | 0           | 3              | 1                 | 1                 |                   |                   |  |  |                         |                         |                         |                         |
|  | 5             | SS Juve Stabia    |              |               |             |                |                   |                   |                   |                   |  |  |                         |                         |                         |                         |
|  | 8             | Palerme FC        | 0            | 0             |             |                |                   |                   |                   |                   |  |  |                         |                         |                         |                         |
|  | 8             | Palerme FC        | 0            | 0             | 5           | SS Juve Stabia | 2                 | 0                 |                   |                   |  |  |                         |                         |                         |                         |
|  |               |                   |              |               | 5           | SS Juve Stabia | 2                 | 0                 |                   |                   |  |  |                         |                         |                         |                         |
|  |               |                   | 4            | US Cremonese  | 1           | 3              |                   |                   |                   |                   |  |  |                         |                         |                         |                         |
|  |               |                   |              |               | 1           | 3              |                   |                   |                   |                   |  |  |                         |                         |                         |                         |
|  |               |                   |              |               |             |                |                   |                   |                   |                   |  |  |                         |                         |                         |                         |
|  |               |                   |              |               |             |                |                   |                   |                   |                   |  |  |                         |                         |                         |                         |
|  |               |                   |              |               |             |                |                   |                   |                   |                   |  |  |                         |                         |                         |                         |
|  |               |                   |              |               |             |                |                   |                   |                   |                   |  |  |                         |                         |                         |                         |

- En cas d'égalité, le club avec le meilleur classement en saison régulière est déclaré vainqueur.
- Demi-finales et finale en matchs aller - retour.

### Barrages pour le maintien
Les play-out pour le maintien devaient se jouer entre Frosinone et la Salernitana. Finalement, en raison de plusieurs infractions comptables, le club de Brescia - initialement sauvé sportivement - s'est vu infligé 4 points de retrait et se retrouve relégué en Série C. Les prochains barrages pour le maintien se jouent entre Salernitana et la Sampdoria pourtant reléguée sportivement les 15 et 22 juin 2025 ,,,.
| Équipe    | Aller | Total | Retour | Équipe      |
| --------- | ----- | ----- | ------ | ----------- |
| Sampdoria | 2 - 0 | 5 - 0 | 3 - 0  | Salernitana |

- Au match retour, la partie est interrompue avant le temps règlementaire, la Sampdoria menant par 2 à 0. À cause des incidents en tribune, le match est donné gagnant 3 à 0 aux Génois sur tapis vert[5].

## Statistiques
| Rang | Joueur                                 | Buts |
| ---- | -------------------------------------- | ---- |
| 1    | Armand Laurienté (US Sassuolo)         | 18   |
| 2    | Francesco Pio Esposito (Spezia Calcio) | 17   |
| 3    | Pietro Iemmello (US Catanzaro)         | 16   |

| Rang | Joueur                         | Passes décisives |
| ---- | ------------------------------ | ---------------- |
| 1    | Jari Vandeputte (US Cremonese) | 13               |
| 2    | Domenico Berardi (US Sassuolo) | 13               |
| 3    | Antonio Palumbo (Modena FC)    | 10               |